# 小林豊 (俳優)
小林 豊（こばやし ゆたか、1989年3月19日 - ）は、日本の元俳優・歌手・タレント。男性グループBOYS AND MEN、およびその派生ユニットYanKee5の元メンバー。愛称は、ゆーちゃむ。現在はパティシェの修行のためパリに在住。
滋賀県栗東市出身。フォーチュンエンターテイメントに所属していた。辻製菓専門学校卒業。元パティシエの経歴を持つ。2009年にデビューし、2010年にBOYS AND MENに加入。BOYS AND MENでのメンバーカラーは黄緑。2013年中ごろより同グループ内での最年長メンバーだった。

## 略歴
高校卒業後、菓子作りの道に進むために辻製菓専門学校に進学。製菓衛生師免許を取得してパティシエとして働きはじめたが、店が合わずに1年で勤め先を辞める。友人の勧めでジュノン・スーパーボーイ・コンテストに応募したことをきっかけに芸能界入りを考えるようにもなっていた。アルバイト生活を送った後、環境を変えるために上京して芸能界入りを目指す。さまざまなオーディションを受ける中で出会ったタニプロモーションの社長・谷口誠治を「この人なら信頼できる」と思い、2009年11月から同社に所属して芸能活動を開始した。デビュー後もしばらくの間は東京の洋菓子メーカーの工場で働いた。
小林のデビューと同じ時期より、谷口誠治はBOYS AND MEN結成の基となったプロジェクト「NAGOYA DREAM PROJECT」を進めていた。小林は同じタニプロモーションの新人で東海地方外の出身である勇翔と同様にこのプロジェクトとは別に東京でオーディションを受け、のちにBOYS AND MENに合流したメンバーである。グループに加入させるという谷口の提案を小林は二つ返事で受け入れ、2010年6月、同年4月の発足時よりやや遅れてこのプロジェクトに参加した。BOYS AND MENの始動時のメンバーとなり、旗揚げ公演『ストレートドライブ!』で田中俊介とのダブル主演に抜擢された。
2011年から舞台『ミュージカル・テニスの王子様2ndシーズン』に観月はじめ役で出演する。同作の稽古や公演出演のために、出演中であった『ストレートドライブ!』を休演し、一時BOYS AND MENの活動を休止した。小林が演じていた役は主に水野勝が務めた。同年8月からの第2弾公演『ホワイト☆タイツ』において、メインキャスト「ヤンキー5人組」の1人・野光悟史役に選ばれた。前述の事情によりこの公演への参加は遅れたが、ダブルキャストであった本田剛文に競り勝ち、派生ユニット・YanKee5のメンバーとなった。BOYS AND MENの活動に復帰した後も、個人で外部の舞台に出演する。
2012年2月、BOYS AND MENのデビュー・シングル「バリバリ☆ヤンキーロード」表題曲のメンバーとしてCDデビュー。同年11月、シングル「僕の世界が変わっていく/seven colors☆love」でBOYS AND MENから初のソロCDデビューとなる。この時期に水野、勇翔らとともにタニプロモーションからBOYS AND MEN運営事務所である系列会社のフォーチュンエンターテイメントへ転籍をしている。
2013年、『仮面ライダー鎧武/ガイム』でテレビドラマに初レギュラー出演。主人公のライバル・駆紋戒斗/仮面ライダーバロン役を務める。2014年夏期に開催されたBOYS AND MENの人気投票では2位を獲得した。同年にBOYS AND MEN総出演の『なぜ東堂院聖也16歳は彼女が出来ないのか?』においてテレビドラマ初主演を務め、2015年に同じくBOYS AND MEN総出演の映画『サムライ・ロック』で主演を務める。
2014年7月末よりレシピコミュニティー サイト・クックパッドにおいて、「小林豊のキッチン」と題して料理の投稿を開始。同年11月より、そのレシピを題材に水城せとなが作詞を手掛けたシングル「恋するスイーツレシピ」シリーズを発表する。「恋するスイーツレシピ」は小林のソロ・プロジェクトとして、2017年までCDリリースやライブなどの活動を展開した。
2022年4月8日、2021年10月に万引きしていたことが報じられ、所属事務所とのマネジメント契約を解除された。事務所との契約解除後は役者として活動からは実質的な引退状態で、クッキングクリエイターとしての活動を主としていたが、2024年発売の『仮面ライダー鎧武』10周年記念商品「CSMゲネシスドライバー」で、本玩具用に録り下ろした小林の新規収録音源が使用された。

## 人物
趣味は菓子作り・食べ歩き、特技は製菓衛生士免許・料理・二輪免許。
平成元年生まれのため、仮面ライダーシリーズはリアルタイムで観ておらず、家にあった『仮面ライダー』のビデオをよく観ていたという。
『海賊戦隊ゴーカイジャー』のゴーカイレッド/キャプテン・マーベラス役の最終オーディションまで残っていたが、別のオーディションに合格したために途中で辞退している。後に実際にマーベラス役になった小澤亮太が、自身と似た容姿だったことに驚いたと語っている。
運動やアクションが苦手であると公言している。『鎧武/ガイム』のアクションシーンの撮影に苦心し、インタビューにて「森の中を歩くシーンで、6歩歩く間に両足を挫いてしまった」、「1アクション行うたびに1怪我が伴う」などと語っている。『鎧武/ガイム』でアクション監督を務めた石垣広文は「小林は体が硬いだけで本人のやる気で乗りきれるものであった」と評価している。同作で小林が演じる仮面ライダーバロンのモチーフとなった果物はバナナであるが、自身は同作への出演が決まるずっと以前から「バナナが苦手」と明かしており、食べ物の中で唯一食べられないものであった。その出演にまつわるインタビューにおいて、「小学生のときにバナナを食べてから長距離走をして、気持ちが悪くなってから食べられなくなった」、「バロン役に決まったときは、ドッキリを疑った」と語っている。その後、「バロンを演じることでバナナ嫌いを克服した」としている。
性格は明るくサービス精神旺盛であり、撮影現場や舞台挨拶などでは場の空気を和ませることが多い。『仮面ライダー鎧武/ガイム』で演じた駆紋戒斗は小林本人とは180度違う役柄であり、ファンはそのギャップに魅力を感じる者も多かったとされる。スタッフからはテレビシリーズ時から小林自身の人物像を役に活かしたいという意見があり、後に制作されたオリジナルビデオ『鎧武/ガイム外伝 仮面ライダー斬月/仮面ライダーバロン』では小林の人物像をモデルにしたシャプールが創作され小林が二役を演じている。『鎧武外伝』を監督した金田治は「小林はテレビシリーズではNGが多かったがシャプール役ではほとんどNGがなかった」と述べている。
小峠英二（バイきんぐ）からは、「青汁王子に似ている」と言われている。

## 出演

### テレビドラマ
- ドリームハイ 第10話（2011年3月、KBS） - ケン 役[45]
- 明日の光をつかめ -2013 夏-（2013年7月、東海テレビ）[46]
- 仮面ライダーシリーズ
  - 仮面ライダー鎧武/ガイム（2013年10月 - 2014年9月、テレビ朝日） - 駆紋戒斗 / 仮面ライダーバロン 役
  - 烈車戦隊トッキュウジャーVS仮面ライダー鎧武 春休み合体スペシャル（2014年3月30日、テレビ朝日） - 駆紋戒斗 / 仮面ライダーバロン 役
  - 仮面ライダージオウ 第11話・第12話（2018年11月18日 - 11月25日、テレビ朝日） - 駆紋戒斗 役（友情出演）[47]
- なぜ東堂院聖也16歳は彼女が出来ないのか?（2014年10月 - 12月、メ〜テレ） - 主演・東堂院聖也 役
- 名古屋行き最終列車（2015年 - 2019年、メ〜テレ） - 小林豊 役[48]
- プラチナエイジ（2015年3月 - 5月、東海テレビ） - 翔也 役
- リテイク 時をかける想い（2016年12月17日、東海テレビ） - 白川エイト 役
- 犯罪症候群 Season2（2017年6月 - 7月、WOWOW） - 小島継治 役
- ボイメン新世紀 祭戦士ワッショイダー（2018年4月 - 6月、CBC） - 小林豊 役
- あなたには帰る家がある（2018年4月 - 6月、TBS） - 中井芳彦 役
- トクサツガガガ（2019年1月 - 3月、NHK総合） - 若 役
- 明治東亰恋伽（2019年4月 - 6月、テレビ神奈川他） - チャーリー 役
- ミナミの帝王ZERO（2019年4月 - 6月、関西テレビ） - 主演・萬田銀次郎 役
- 歌舞伎町弁護人 凛花 第9話（2019年6月16日、BSテレ東） - 青柳誠次 役
- 愛知発地域ドラマ「黄色い煉瓦〜フランク・ロイド・ライトを騙した男〜」（2019年11月27日、NHK BSプレミアム） - 伊奈長太郎 役[49]
- ランチ合コン探偵 第3話（2020年1月23日、読売テレビ・日本テレビ系） - 楢崎博文 役
- 異世界居酒屋「のぶ」 （WOWOWプライム） - ハンス 役
  - Season1（2020年5月16日 - 7月17日）
  - Season2（2022年5月27日 - 7月29日）
  - Season3（2023年1月13日 - 3月17日）

### 映画
- タクミくんシリーズ4 Pure〜ピュア〜（2010年） - 吉沢道雄 役
- 仮面ライダーシリーズ - 駆紋戒斗 / 仮面ライダーバロン 役
  - 仮面ライダー×仮面ライダー 鎧武&ウィザード 天下分け目の戦国MOVIE大合戦（2013年）
  - 平成ライダー対昭和ライダー 仮面ライダー大戦 feat.スーパー戦隊（2014年）
  - 劇場版 仮面ライダー鎧武 サッカー大決戦!黄金の果実争奪杯!（2014年）
  - 仮面ライダー×仮面ライダー ドライブ&鎧武 MOVIE大戦フルスロットル（2014年）
- サムライ・ロック（2015年） - 主演・織田信長 役
- 家族ごっこ 「父の愛人たち」（2015年） - 主演・山崎 役
- 復讐したい（2016年） - 田所哲也 役
- 燐寸少女 マッチショウジョ（2016年） - 内藤勇実 役[50]
- 白鳥麗子でございます! THE MOVIE（2016年） - 桐生希一 役
- 海すずめ（2016年） - 岡崎賢一 役[51]
- BOYS AND MEN 〜One For All, All For One〜（2016年） - 小林豊 役[52]
- ジャンクション29（2019年） - 主演・丸山晋輔 役
- 明治東亰恋伽（2019年） - チャーリー 役

### 舞台
- ストレートドライブ!（2010年 - 2011年） - 主演・松本大樹 役 他[53]
- ミュージカル・テニスの王子様2ndシーズン（2011年 - 2014年） - 観月はじめ 役
- ホワイト☆タイツ（2011年 - 2012年・2018年） - 野光悟史 役[54]
- 不思議な街の王子様（2012年） - 寿木栄 役[46]
- 男子ing!（2012年） - 加藤 役[46]
- ストレートドライブR（2012年） - 松本大樹 役[55] 他
- ポチッとな。-Switching On Summer-（2012年） - 小関安彦 役[46]
- ホワイト☆タイツII（2012年 - 2013年） - 野光悟史 / シモン 役[56]
- 東京奇人博覧会（2013年）[46]
- Returner 俺たちの幕末異伝 完全版（2014年） - 胡蝶 役[57]
- 最後のサムライ（2015年） - 小山良運 役[46]
- 朗読劇 私の頭の中の消しゴム 8th letter（2016年） - 浩介 役[58]

### その他のテレビ番組
- アイチ★ポリスAAA（2012年8月 - 2013年2月、メ〜テレ） - 愛知守 役
  - アイチ☆ポリスMAX（2014年9月 - 2015年3月）
  - アイチ☆ポリス7（2015年9月 - 2016年3月）
- ゴゴスマ -GO GO!Smile!-（2014年10月 - 2015年9月[注 2]、CBC） - 「ボイメン体操」メンバー
- キャッチ!「めざせ!チューボー王子」（2015年1月 - 9月、中京テレビ）
- ボイメン体操（2015年10月 - 2022年4月、CBC）
- ニュース シブ5時「ゆーちゃむのGO！GO！キッチン」（2016年4月 - 2018年3月、NHK総合）
- GirlsParty（2016年6月 - 2019年6月、テレビ静岡） - メインMC

### オリジナルビデオ
- 鎧武外伝（2015年）
  - 仮面ライダー斬月/仮面ライダーバロン - 駆紋戒斗 / 仮面ライダーバロン、シャプール 役（二役）
  - 仮面ライダーデューク/仮面ライダーナックル - 駆紋戒斗 役

### Webドラマ
- 仮面ライダーゴースト 伝説!ライダーの魂! 第3章「鎧武編」（2016年） - ロード・バロンの声 役（友情出演）
- キスのカタチ「同級生」（2016年）翔 役[59]
- 仮面戦隊ゴライダー（2017年） - 駆紋戒斗 / 仮面ライダーバロン / アカライダー 役

### ラジオ
- 琵琶湖のほとりでゆーちゃむラジオ（2016年 - 2018年、エフエム滋賀）
  - 琵琶湖のほとりでゆーちゃむラジオ〜リターンズ〜（2018年 - 2019年）
- アッパレやってまーす!木曜日（2020年4月23日 - 2021年9月30日、MBSラジオ）

### CM
- CASIO「EXILIMケータイCA003」
- 花王「バブ爽快シャワー」（2014年）[60]

### ゲーム
- 仮面ライダーシリーズ（2013年 - 2018年、バンダイナムコエンターテインメント） - 仮面ライダーバロン / ロード・バロン 役
  - 仮面ライダーバトル ガンバライジング（2013年、アーケード）
  - 仮面ライダー バトライド・ウォーII（2014年、PS3） - 仮面ライダーバロン 役
  - 仮面ライダー サモンライド!（2014年、PS3・Wii U） - 仮面ライダーバロン 役
  - 仮面ライダー バトライド・ウォー 創生（2016年、PS4・PS3・PS Vita）[61]
  - オール仮面ライダー ライダーレボリューション（2016年、3DS）
  - 仮面ライダー クライマックスファイターズ（2017年、PS4）
  - 仮面ライダー クライマックススクランブル ジオウ（2018年11月29日、Nintendo Switch）
  - 仮面ライダー ブットバソウル（2019年3月、アーケード） - 駆紋戒斗 / 仮面ライダーバロン、シャプール 役
  - 仮面ライダーバトル ガンバレジェンズ（2023年、アーケード）

### 玩具
- SGロックシード9 アーマードライダーSP バナナロックシード （2014年7月、バンダイ） - 駆紋戒斗 役
- 『鎧武/ガイム外伝 仮面ライダー斬月/仮面ライダーバロン』ロックシード版付属 DX禁断のリンゴロックシード（2015年4月、東映ビデオ・バンダイ） - 駆紋戒斗 役
- プレミアムバンダイ限定 DXマロンエナジーロックシード（2015年11月、バンダイ） - 駆紋戒斗 役
- COMPLETE SELECTION MODIFICATION 戦極ドライバー（2021年3月、バンダイ） - 駆紋戒斗 / 仮面ライダーバロン 役
- COMPLETE SELECTION MODIFICATION ロックシードユグドラシルセット（2022年7月、バンダイ） - 駆紋戒斗 / 仮面ライダーバロン 役
- COMPLETE SELECTION MODIFICATION ゲネシスドライバー（2024年3月、バンダイ） - 駆紋戒斗 / 仮面ライダーバロン 役

### その他
- ネイチャーリパブリック 広報「NATURE REPUBLIC BOYS」（2012年）
- アンデスメロン大使（2016年）[62]
- 宇和島市 伊達なうわじま観光大使（2016年）[63]

## ディスコグラフィ

### シングル
|     | 発売日         | タイトル                                           | 収録曲 | レーベル （規格品番）                              | オリコン 最高順位 |
| --- | -------------- | -------------------------------------------------- | --- | -------------------------------------------------- | ----------------- |
| 1st | 2012年11月11日 | 僕の世界が変わっていく /seven colors☆love          | 1. 僕の世界が変わっていく 作詞：YUMIKO、作曲：小内喜文、編曲：DY-T 2. seven colors☆love 作詞：YUMIKO、作曲：船曳耕市、編曲：原田アツシ | Fortune Records                                    | —                 |
| 2nd | 2014年10月25日 | インフニティ∞スケール                              | 1. インフニティ∞スケール 作詞：YUMIKO、作曲・編曲：原田アツシ 2. Jumpin' to a Wild Soul 作詞：YUMIKO、作曲：mu-ray、編曲：Yu-pan. | Fortune Records                                    | —                 |
| 3rd | 2014年11月19日 | 恋するスイーツレシピ 〜君が恋に落ちる一つの方法〜  | 1. 夏の思い出レモンソルト 作詞：水城せとな、作曲：多田慎也、編曲：中村友 2. まるで・ピーチ・ジンジャーエール 作詞：水城せとな、作曲・編曲：KAY 3. キミイロバナナタルト 作詞：水城せとな、作曲・編曲：伊橋成哉                                  | 恋するレコード AKCY-58050B（限） AKCY-58051B（通） | 34位              |
| 4th | 2014年12月10日 | 恋するスイーツレシピ2 〜君が恋に落ちる一つの方法〜 | 1. WHITE SNOW -ブッシュ・ド・ノエル- 作詞：水城せとな、作曲・編曲：Masaaki Asada 2. 秘密のトリコ・オア・トリート 作詞：水城せとな、作曲：テルジ ヨシザワ、編曲：MEG.ME 3. 初恋ギモーブ 作詞：水城せとな、作曲：テルジ ヨシザワ、編曲：井尻希樹 | 恋するレコード AKCY-58052B（限） AKCY-58053B（通） | 24位              |
| 5th | 2015年1月21日  | 恋するスイーツレシピ3 〜君が恋に落ちる一つの方法〜 | 1. ジャッポネーゼ 作詞：水城せとな、作曲・編曲：MEG.ME 2. 誘われフォンダンルージュ 作詞：水城せとな、作曲・編曲：L-m-T 3. 君と僕のバレンタイン 作詞：水城せとな、作曲・編曲：Masaaki Asada                                                     | 恋するレコード AKCY-58054B（限） AKCY-58055B（通） | 11位              |
| 6th | 2015年7月22日  | 恋するスイーツレシピ4 〜君が恋に落ちる一つの方法〜 | 1. 情熱マンゴーセニョリータ 作詞：水城せとな、作曲：テルジ ヨシザワ、編曲：MEG.ME 2. 君に贈る Special Cake 作詞：水城せとな、作曲・編曲：Masaaki Asada 3. 月宵桜 -sakuramochi- 作詞：水城せとな、作曲・編曲：GRP                               | 恋するレコード AKCY-58056B（限） AKCY-58057B（通） | 10位              |
| 7th | 2016年3月30日  | 恋するスイーツレシピ5 〜君が恋に落ちる一つの方法〜 | 1. Love Raison 作詞：水城せとな、作曲：GRP・Shun Kusakawa、編曲：GRP 2. ストロベリーキッス 3. 泣き笑いパンケーキ | 恋するレコード AKCY-58058B（限） AKCY-58059B（通） | 7位               |

- 「規格品番」の（限）は数量限定生産盤、（通）は通常盤。
- 「オリコン最高順位」は週間のもの。「—」はチャート対象外あるいはチャート圏外を意味する。

### アルバム
|      | 発売日       | タイトル    | レーベル （規格品番）                                                    | オリコン 最高順位 |
| ---- | ------------ | ----------- | ------------------------------------------------------------------------ | ----------------- |
| BEST | 2017年2月8日 | 恋レピ♥BEST | 恋するレコード AKCY-58063〜4（Type A/2CD） AKCY-58065/B（Type B/CD+DVD） | 18位              |

### タイアップ
| 曲名                     | タイアップ                                                            |
| ------------------------ | --------------------------------------------------------------------- |
| インフィニティ∞スケール  | メ〜テレ『なぜ東堂院聖也16歳は彼女が出来ないのか?』エンディングテーマ |
| 情熱マンゴーセニョリータ | テレビ朝日『BREAK OUT』2015年7月度エンディングテーマ                  |

### キャラクターソング
| 発売日        | 商品名                                           | 歌                                     | 楽曲                  | 備考                                                                         |
| ------------- | ------------------------------------------------ | -------------------------------------- | --------------------- | ---------------------------------------------------------------------------- |
| 2014年9月24日 | 仮面ライダー鎧武 Music Arms                      | TEAM BARON                             | 「Never Surrender」   | 特撮テレビドラマ『仮面ライダー鎧武/ガイム』挿入歌                            |
| 2014年9月24日 | 仮面ライダー鎧武 Music Arms                      | 葛葉紘汰（佐野岳）、駆紋戒斗（小林豊） | 「乱舞 Escalation」   | 特撮テレビドラマ『仮面ライダー鎧武/ガイム』挿入歌                            |
| 2015年4月22日 | Unperfected world / Lights of my wish            | 駆紋戒斗（小林豊）                     | 「Unperfected World」 | オリジナルビデオ『鎧武外伝 仮面ライダー斬月/仮面ライダーバロン』挿入歌       |
| 2022年6月22日 | 仮面ライダー 50th Anniversary TV THEME SONG BEST | TEAM BARON                             | 「Dance With Me」     | オリジナルビデオ『鎧武外伝 仮面ライダーデューク/仮面ライダーナックル』挿入歌 |

### 参加楽曲
- Mitsuru Matsuoka EARNEST DRIVE with TEAM ドライブ and 鎧武[メンバー 2]「sing my song for you 〜サヨナラの向こう側まで〜」（2014年、Mitsuru Matsuoka EARNEST DRIVE『SURPRISE-DRIVE』収録）

## 作品

### DVD
- 『COLORs』メイキングDVD（2014年9月20日、slf）[46]
- 恋するスイーツレシピ 〜君が恋に落ちた最初の瞬間〜 LIVE&恋するキッチン動画&恋するフォトブック付（2016年2月10日、恋するレコード）AKBY-59005
- 写真集『COLORs』（2014年、slf）[46]
- レシピ本『小林豊の恋するレシピ』（2015年、小学館）[65]

### 電子書籍
- 小林豊 COLOR-05 “LIME GREEN”（2018年、小学館）[66]
- 小林豊デジタル版 BOYS AND MEN THANKS! AT DOME LIVE（2019年、講談社）[67]

### 雑誌連載
- 東海ウォーカー 「BOYS AND MEN 小林豊の勝手にご当地グルメ開発所」（2012年 - 2013年、KADOKAWA）[46]
- 週刊女性 「BOYS AND MEN小林豊がセレクト! ゆーちゃむの…I❤OYATSU!」（2015年 - 2016年、主婦と生活社）[68]
- 韓流ぴあ 「小林豊のでらうま！メニュージュセヨ」（2016年 - 2020年、ぴあ）[69]
- CanCam 「BOYS AND MEN・小林豊の『ゆたクッキング★』」（2019年、小学館）[70]

### ユニットメンバー
1. 1 2  駆紋戒斗（小林豊）、ザック（松田岳）、ペコ（百瀬朔）
2. ↑  佐野岳、小林豊、志田友美、竹内涼真、内田理央、上遠野太洸、蕨野友也、松島庄汰